# Метилциклопентадијенил манган трикарбонил
Метилциклопентадијенил манган трикарбонил (MMT или MCMT) органоманганско је једињење са формулом (C5H4CH3)Mn(CO)3. Првобитно пласиран на тржиште као додатак за употребу у оловном бензину, ММТ је касније коришћен у безоловном бензину да би се повећао октански број. Након имплементације Закона о чистом ваздуху (Сједињене Америчке Државе) (CAA) 1970. године, ММТ је наставио да се користи заједно са тетраетил оловом (TEL) у САД пошто је оловни бензин постепено укинут (пре него што је TEL коначно забрањен за амерички бензин 1995), и такође се користио у безоловном бензину до 1977. Етхyл корпорација је 1995. године добила изузеће од УС ЕПА (Агенције за заштиту животне средине) које дозвољава употребу ММТ у безоловном бензину у САД (не укључујући реформулисани бензин) по еквивалентној стопи третмана до 8,3 mg Mn/L (манган по литру).